# Oxyothespis longipennis
Oxyothespis longipennis es una especie de mantis de la familia Mantidae.

## Distribución geográfica
Se encuentra en Burkina Faso, Costa de Marfil, Ghana, Malí y Níger.